# Ennomosia geometridalis
Ennomosia geometridalis är en fjärilsart som beskrevs av Hans Georg Amsel 1956. Ennomosia geometridalis ingår i släktet Ennomosia och familjen Crambidae. Inga underarter finns listade i Catalogue of Life.